# Liste der Mitglieder der 11. Knesset
Die Wahlen zur 11. Knesset fanden am 23. Juli 1984 statt.

## Fraktionen
- HaMa’arach: 44
- Likud: 41
- Techija: 5
- Nationalreligiöse Partei: 4
- Chadasch: 4
- Schas: 4
- Schinui: 3
- Ratz: 3
- Yachad: 3
- Progressive Partei für Frieden: 2
- Agudat Jisra’el: 2
- Morascha: 2
- Tnu’at Masoret Jisra’el: 1
- Kach: 1
- Ometz: 1

## Liste der Mitglieder der 11. Knesset
| Name                        | Fraktion                                             | Bemerkung |
| --------------------------- | ---------------------------------------------------- | --------- |
| Jacques Amir                | HaMa’arach                                           |           |
| Adi'el Amorai               | HaMa’arach                                           |           |
| Nava Arad                   | HaMa’arach                                           |           |
| Schoschana Arbeli-Almoslino | HaMa’arach                                           |           |
| Jitzchak Artzi              | HaMa’arach, Schinui                                  |           |
| Chaim Bar-Lev               | HaMa’arach                                           |           |
| Uzi Bar’am                  | HaMa’arach                                           |           |
| Dov Ben-Meir                | HaMa’arach                                           |           |
| Abdulwahab Darawsche        | HaMa’arach, parteilos, Arabisch Demokratische Partei |           |
| Simcha Dinitz               | HaMa’arach                                           |           |
| Abba Eban                   | HaMa’arach                                           |           |
| Raphael Edery               | HaMa’arach                                           |           |
| Elazar Granot               | HaMa’arach, Mapam                                    |           |
| Chaika Grossman             | HaMa’arach, Mapam                                    |           |
| Mordechai Gur               | HaMa’arach                                           |           |
| Menachem Hacohen            | HaMa’arach                                           |           |
| Aharon Harel                | HaMa’arach                                           |           |
| Michael Charisch            | HaMa’arach                                           |           |
| Schlomo Hillel              | HaMa’arach                                           |           |
| Awraham Katz-Oz             | HaMa’arach                                           |           |
| Jisra’el Kesar              | HaMa’arach                                           |           |
| David Libai                 | HaMa’arach                                           |           |
| Amnon Linn                  | HaMa’arach                                           |           |
| Aharon Nahmias              | HaMa’arach                                           |           |
| Ora Namir                   | HaMa’arach                                           |           |
| Jitzchak Nawon              | HaMa’arach                                           |           |
| Arje Nechemkin              | HaMa’arach                                           |           |
| Schimon Peres               | HaMa’arach                                           |           |
| Jitzchak Peretz             | HaMa’arach                                           |           |
| Jitzchak Rabin              | HaMa’arach                                           |           |
| Chaim Ramon                 | HaMa’arach                                           |           |
| Nahman Raz                  | HaMa’arach                                           |           |
| Jossi Sarid                 | HaMa’arach, Bürgerrechtsbewegung Ratz                |           |
| Amira Sartani               | HaMa’arach, Mapam                                    |           |
| Mosche Schachal             | HaMa’arach                                           |           |
| Ephraim Schalom             | HaMa’arach                                           |           |
| Viktor Schem-Tow            | HaMa’arach, Mapam                                    |           |
| Edna Solodar                | HaMa’arach                                           |           |
| Eliahu Speiser              | HaMa’arach                                           |           |
| Jair Zaban                  | HaMa’arach, Mapam                                    |           |
| Ja’akov Zur                 | HaMa’arach                                           |           |
| Muhammed Wattad             | HaMa’arach, Mapam, Chadasch                          |           |
| Schewach Weiss              | HaMa’arach                                           |           |
| Gad Ja’akobi                | HaMa’arach                                           |           |
| Mosche Arens                | Likud                                                |           |
| Joram Aridor                | Likud                                                |           |
| Eliahu Ben-Elissar          | Likud                                                |           |
| Meir Cohen-Avidov           | Likud                                                |           |
| Jigal Cohen-Orgad           | Likud                                                |           |
| Yigal Cohen                 | Likud                                                |           |
| Chaim Korfu                 | Likud                                                |           |
| Michael Dekel               | Likud                                                |           |
| Sarah Doron                 | Likud                                                |           |
| Michael Eitan               | Likud                                                |           |
| Owadia Eli                  | Likud                                                |           |
| Gideon Gadot                | Likud                                                |           |
| Mirijam Glaser-Ta’asa       | Likud                                                |           |
| Pinchas Goldstein           | Likud                                                |           |
| Pessach Grupper             | Likud                                                |           |
| Mosche Katsav               | Likud                                                |           |
| Chaim Kaufman               | Likud                                                |           |
| Eliezer Kulas               | Likud                                                |           |
| Uzi Landau                  | Likud                                                |           |
| David Levy                  | Likud                                                |           |
| Uriel Lynn                  | Likud                                                |           |
| David Magen                 | Likud                                                |           |
| Joschua Maza                | Likud                                                |           |
| Dan Meridor                 | Likud                                                |           |
| Roni Milo                   | Likud                                                |           |
| Jitzchak Modai              | Likud                                                |           |
| Amal Nasser el-Din          | Likud                                                |           |
| Mosche Nissim               | Likud                                                |           |
| Ehud Olmert                 | Likud                                                |           |
| Gideon Patt                 | Likud                                                |           |
| Michael Reisser             | Likud                                                |           |
| Jitzchak Seiger             | Likud                                                |           |
| Benny Schalita              | Likud                                                |           |
| Jitzchak Schamir            | Likud                                                |           |
| Avraham Sharir              | Likud                                                |           |
| Ariel Scharon               | Likud                                                |           |
| Meir Schitrit               | Likud                                                |           |
| Dov Shilansky               | Likud                                                |           |
| Elieser Schostak            | Likud                                                |           |
| Dan Tichon                  | Likud                                                |           |
| Ariel Weinstein             | Likud                                                |           |
| Rafael Eitan                | Techija, parteilos, Tzomet                           |           |
| Geula Cohen                 | Techija                                              |           |
| Juval Ne’eman               | Techija                                              |           |
| Gershon Shafat              | Techija                                              |           |
| Eliezer Waldman             | Techija                                              |           |
| Josef Burg                  | Nationalreligiöse Partei                             |           |
| David Danino                | Nationalreligiöse Partei                             |           |
| Sebulon Hammer              | Nationalreligiöse Partei                             |           |
| Awner-Chai Schaki           | Nationalreligiöse Partei                             |           |
| Charlie Biton               | Chadasch                                             |           |
| Tawfik Toubi                | Chadasch                                             |           |
| Meir Vilner                 | Chadasch                                             |           |
| Tawfiq Ziad                 | Chadasch                                             |           |
| Jitzchak Chaim Peretz       | Schas                                                |           |
| Rafael Pinchasi             | Schas                                                |           |
| Ja’akov Josef               | Schas                                                |           |
| Shimon Ben-Shlomo           | Schas, parteilos                                     |           |
| Zeidan Ataschi              | Schinui                                              |           |
| Amnon Rubinstein            | Schinui                                              |           |
| Mordechai Virshubski        | Schinui, Bürgerrechtsbewegung Ratz                   |           |
| Schulamit Aloni             | Bürgerrechtsbewegung Ratz                            |           |
| Mordechai Bar-On            | Bürgerrechtsbewegung Ratz                            |           |
| Ran Cohen                   | Bürgerrechtsbewegung Ratz                            |           |
| Shlomo Amar                 | Yachad, HaMa’arach                                   |           |
| Benjamin Ben Eliezer        | Yachad, HaMa’arach                                   |           |
| Ezer Weizmann               | Yachad, HaMa’arach                                   |           |
| Mohammed Miari              | Progressive Partei für Frieden                       |           |
| Mattityahu Peled            | Progressive Partei für Frieden                       |           |
| Menachem Porusch            | Agudat Jisra’el                                      |           |
| Avraham Josef Schapira      | Agudat Jisra’el                                      |           |
| Chaim Druckman              | Morascha, Nationalreligiöse Partei                   |           |
| Avraham Verdiger            | Morascha                                             |           |
| Meir Kahane                 | Kach                                                 |           |
| Aharon Abuchazira           | Tnu’at Masoret Jisra’el, Likud                       |           |
| Jigal Hurwitz               | Ometz, Likud                                         |           |

### Ersetzungen
| MK               | ersetzt          | Datum             | Partei                    | Anmerkungen |
| ---------------- | ---------------- | ----------------- | ------------------------- | ----------- |
| Yaakov Shamay    | Jitzchak Seiger  | 5. Februar 1985   | Likud                     |             |
| David Zucker     | Mordechai Bar-On | 26. November 1986 | Bürgerrechtsbewegung Ratz |             |
| Ja’akov Gil      | Simcha Dinitz    | 13. März 1988     | HaMa’arach                |             |
| Gadi Jatziv      | Viktor Schem-Tow | 15. März 1988     | Mapam                     |             |
| Avraham Schochat | Aharon Harel     | 10. Mai 1988      | HaMa’arach                |             |
| David Mor        | Michael Reisser  | 27. Oktober 1988  | Likud                     |             |
| Uri Sebag        | Adiel Amorai     | 31. Oktober 1988  | HaMa’arach                |             |